# Nostalgic 64
Albums de Denzel Curry
Strictly for My R.V.I.D.X.R.Z
(2012) 32 Zel/Planet Shrooms
(2015)
Singles
1. Threatz (feat. Yung Simmie & Robb Bank$)
Sortie : 13 mars 2013

Nostalgic 64 est le premier album studio du rappeur américain Denzel Curry, sorti le 3 septembre 2013.

## Liste des titres
| No  | Titre                                                                | Producteur(s)                        | Durée |
| --- | -------------------------------------------------------------------- | ------------------------------------ | ----- |
| 1.  | Intro                                                                | Rem                                  | 3:59  |
| 2.  | Zone 3                                                               | Ronny J, MarkMC9, POSHstronaut       | 4:03  |
| 3.  | Parents                                                              | Rem                                  | 4:11  |
| 4.  | Dark & Violent (featuring JK the Rapper & Nell)                      | POSHstronaut, Klvn Tyler             | 3:51  |
| 5.  | Threatz (featuring Yung Simmie & Robb Bank$)                         | Ronny J                              | 4:55  |
| 6.  | Mystical Virus, Pt. 3: The Scream (featuring Lil Ugly Mane & Mike G) | Ronny J, POSHstronaut                | 3:50  |
| 7.  | Widescreen                                                           | Nuri                                 | 4:09  |
| 8.  | N64                                                                  | POSHstronaut, Nuri                   | 3:47  |
| 9.  | Like Me (featuring Steven A. Clark)                                  | Steven A. Clark                      | 3:06  |
| 10. | Talk That Shit                                                       | J Green                              | 5:01  |
| 11. | Benz                                                                 | Freebase                             | 4:24  |
| 12. | Denny Cascade                                                        | Denzel Curry, Freebase, POSHstronaut | 4:27  |
| 13. | A Day in the Life of Denzel Curry, Pt. 2                             | Lofty305                             | 4:57  |